# 馮景 (清朝)
馮景（1652年—1715年），字山公，一字少渠，浙江杭州府钱塘县人，清朝学者。
馮景生於清世祖順治九年，国子监生出身。十七岁学作古文。讲求经世致用，又通经术，不信《伪古文尚书》，与阎若璩见解相同。康熙年间，被荐博学鸿儒，推辞不就。工于诗文，多写表章节义之作。与王士祯、宋荦、汪煜、汤右曾等交友。学者私谥文介先生。著述多佚失，现存有《解舂集》、《樊中集》等。

## 外部來源
- 《清史稿》卷四百八十四 列传二百七十一 文苑一